# Egzorcizam
Egzorcizam  (grčki exorkizein zaklinjati ili otklinjati, latinski exorcizare, zaklinjati) je religijski postupak istjerivanja zloduha iz opsjednute osobe.  

## Utemeljenje
Kada Crkva javno i mjerodavno, u ime Isusa Krista traži da neka osoba ili predmet budu zaštićeni od opsjednuća Sotone i oslobođeni njegove vlasti govori se o otklinjanju (egzorcizmu). Egzorcizam smjera izgonu demona ili oslobađanju utjecaja zloduha i to duhovnom vlašću koju je Isus povjerio svećenicima. Prije nego što se stvarno pristupi egzorcizmu treba provjeriti je li doista riječ o opsjednuću ili se radi o bolesti koju treba prepustiti medicini. Pošto je nemoguće dokazati da se radi o opsjednuću, egzorcizam nije u koncenzusu sa znanošću i odluka o njegovom provođenju leži na oboljelom ili njegovim bližnjima.
Prema katoličkom nauku egzorcizam može vršiti samo svećenik koji je dobio posebno odobrenje od mjesnog biskupa, a ima za cilj osloboditi opsjednutoga. Egzorcist treba biti čovjek duboke vjere, odlikovati se pobožnošću, znanjem, razboritošću i neporočnošću života (Kanon 1772). I kao što je opsjednuće krajnji oblik djelovanja sotone, tako je egzorcizam krajnji oblik djelovanja u ime Božje, jer je egzorcizam javna molitva Crkve, učinjena s autoritetom Crkve, jer ju čini svećenik kojeg je imenovao biskup. Za vrijeme vršenja egzorcizma potrebno je stalno moliti kako bi se, po vjerovanju, dogodila Božja pobjeda i prisjetilo se vjernike da je njihov cilj trojedini Bog, a ne idoli i da je sva Sotonina moć podvrgnuta Kristovoj vlasti.

## Obred
Egzorcisti vjeruju da prije samog čina otklanjanja moraju stupiti u kontakt s demonima – moraju znati broj demona u osobi, njihova imena i razlog ulaska u čovjeka, moraju saznati vrijeme njihova izlaska iz čovjeka. Tada, ako se vjeruje da je u osobi više demona, svakoga treba istjerati posebno, što može produljiti vrijeme egzorcizma u kojima se, po pričanjima egzorcista, mogu zbivati strašni prizori puni mračnih neugodnosti. Zato je potrebna čvrsta vjera egzorcista, jer ako je nema, po vjerovanju, može se dogoditi da demoni napadnu tu osobu. Po svjedočanstvima, demoni u takvim trenucima recitiraju Sveto pismo na stranim jezicima, osobe urliču i nekoliko ih osoba ne može zadržati da se ne opiru i budu mirni, a demoni progovaraju dubokim, zastrašujućim glasom. Priljevi snage mogu biti trik - događaju se onda kada je osoba slaba, a oni koji ju lagano pridržavaju tako ju štite od samoozljeđivanja koje bi nastalo zbog njenog mahnitog trganja. U manjem broju slučajeva, kod jačih osoba, radi se o tome da mozak tjera tijelo do krajnjih granica.
Egzorcizam je prije svega molitva za nekoga, a ne magični čin svećenika koji želi zadiviti zajednicu i napraviti spektakl. Obred koji se vrši samo nad krštenom osobom započinje znamenovanjem križem, škropljenjem blagoslovljenom vodom – to su elementi krštenja koji je prvi egzorcizam koji se vrši nad čovjekom da bi se kao novom članu Crkve od njega odmaknulo djelovanje Sotone. Nakon toga slijedi litanijska molitva kojom se zazivaju sveci, mole se psalmi, čita se evanđelje. Moli se također i Vjerovanje ili Obnova krsnih obećanja i Oče naš. Na opsjednutoga se polažu ruke što je još od vremena prve Crkve simbol za silazak Duha Svetoga. 
Egzorcist se u imperativu obraća zapovjednim tonom zloduhu najčešće riječima: "U ime Isusa Krista izlazi iz ove osobe". Vjeruje se da su taj zapovjedni ton i rečenica oslonjeni na iscjeliteljsku Božju snagu. Razlog je u tome što egzorcist u prvom redu ne zapovijeda Sotoni da odstupi, već je srž u dolasku Duha Svetoga. Krist je taj koji izgoni po služenju Crkve i po zaređenim ovlaštenim službenicima.

## Poveznice
- Kršćanstvo
- Teologija
- Liturgija
- Sotona

## Vanjske poveznice
- O opsjednuću na stranici Križ života  Arhivirana inačica izvorne stranice od 13. veljače 2006. (Wayback Machine)
- Marijan Steiner O zlim dusima Uz novi Obrednik egzorcizama
- Gabriele Amorth: Izviješća rimskog egzorcista (knjiga)
- Tajna Stepinčeva egzorcizma

| Portal:Kršćanstvo | Portal: Kršćanstvo |